# تسوندیماخی
تسوندیماخی (به لاتین: Tsundimakhi) یک منطقهٔ مسکونی در روسیه است که در شهرستان آگولسکی واقع شده‌است.